# Juliusz Janusz
Juliusz Janusz (Lyczana, 17 de març de 1944) és un religiós i diplomàtic polonès al servei de la Santa Seu, nunci apostòlic a diversos estats.

## Biografia
Va ser ordenat sacerdot a Cracòvia per Joan Pau II, aleshores arquebisbe de la mateixa diòcesi, el 19 de març de 1967.
Va ser nomenat nunci apostòlic de Ruanda de el 25 de març de 1995 pel mateix Papa Joan Pau II, i consagrat arquebisbe amb seu titular de Caorle el 8 de maig següent, co-consagrat pels cardenals Angelo Sodano (secretari d'Estat), i Franciszek Macharski (Arquebisbe de Cracòvia) i Francis Arinze (president de Consell Pontifici per al Diàleg Interreligiós).
El 26 de setembre de 1998 fou nomenat nunci apostòlic a Moçambic, càrrec que va ocupar fins 9 d'abril de 2003 que fou nomenat nunci apostòlic a Hongria. El 10 de febrer de 2011 va ser nomenat nunci apostòlic a Eslovènia i delegat apostòlic a Kosovo.